# Долгая Старица
Долгая Старица — деревня в Звениговском районе Марий Эл Российской Федерации. Входит в состав Черноозерского сельского поселения.

## География
Посёлок располагается на берегу реки Большая Кокшага, в 9 км к востоку от административного центра поселения — посёлка Чёрное Озеро. Долина реки Большая Кокшага изобилует старицами, из-за которых деревня и получила своё название.

## История
Деревня начала строиться в 1934 году на базе Липшинского мехлесопункта.

## Население
| 2002 | 2010 |
| ---- | ---- |
| 40   | ↘35  |